# Turtle River (Minnesota)
Pour les articles homonymes, voir Turtle River.
Turtle River est une ville américaine située dans le Comté de Beltrami, dans le Minnesota. Selon le recensement de 2010, sa population est de 77 habitants.